# Tricíclico

Dibenzazepina

Fenotiazina

Tricíclicos são compostos químicos que contêm três anéis de átomos interligados.
Embora vários compostos possuam uma estrutura tricíclica, em farmacologia o termo tem sido tradicionalmente utilizado para descrever drogas heterocíclicas. Entre estas estão os antidepressivos, antipsicóticos, anticonvulsivantes e anti-histamínicos (bem como antialérgicos, antipruriginosos, hipnóticos e sedativos) das classes químicas das dibenzazepinas, dibenzocicloheptenos, dibenzotiazepinas [en], dibenzotiepinas, fenotiazinas, tioxantenos [en] e outros.

## História
- A prometazina e outros anti-histamínicos de primeira geração com estrutura tricíclica foram descobertos na década de 1940.[1]
- A clorpromazina, composto derivado da prometazina e relevante inicialmente por seu potencial como sedativo, também demonstrou possuir propriedades neurolépticas e foi o primeiro antipsicótico típico a ser introduzido no mercado no início da década de 1950.[2][1]
- A imipramina, originalmente investigada como antipsicótico, foi descoberta no início da década de 1950 e foi o primeiro antidepressivo tricíclico.[1]
- A carbamazepina foi descoberta em 1953 e posteriormente introduzida como anticonvulsivante em 1965.[3]
- Antidepressivos com estrutura tetracíclica [en], como mianserina e maprotilina, foram desenvolvidos pela primeira vez na década de 1970, dando origem à classe dos antidepressivos tetracíclicos.[4]
- Na década de 1990, a clozapina foi o primeiro antipsicótico atípico a ser introduzido no mercado.[5]
- A loratadina foi introduzida como um anti-histamínico de segunda geração não sedativo na década de 1990.[6]

## Estrutura
| Antidepressivos   | Antidepressivos | Antidepressivos | Antidepressivos | Antidepressivos |
| ----------------- | --------------- | --------------- | --------------- | --------------- |
| Imipramina        | Amitriptilina   | Iprindol        | Tianeptina      | Doxepina        |
| Antipsicóticos    |                 |                 |                 |                 |
| Clorpromazina     | Tioridazina     | Clorprotixeno   | Loxapina        | Clozapina       |
| Anti-histamínicos |                 |                 |                 |                 |
| Prometazina       | Ciproeptadina   | Latrepirdina    | Loratadina      | Rupatadina      |
| Outros            |                 |                 |                 |                 |
| Carbamazepina     | Carvedilol      | Carvedilol      | Ciclobenzaprina | Pizotifeno      |